# Hans Seebohm
Hans Seebohm (* 21. November 1871; † 1945) war ein deutscher Seeoffizier, zuletzt Konteradmiral der Kriegsmarine.

## Leben
Hans Seebohm war ein Sohn des Unternehmers Hans Rudolf Seebohm (1834–1901) und trat am 12. April 1890 in die Kaiserliche Marine ein. Am 22. Mai 1893 wurde er auf der Baden zum Unterleutnant zur See befördert. Am 13. April 1896 zum Leutnant zur See befördert, war er 1897 auf der Kaiserin Augusta.
Als Kapitänleutnant und Erster Offizier des Kanonenbootes Panther wurde er am 21. April 1903 mit dem Roten Adlerorden 4. Klasse ausgezeichnet. Im Juni 1903 war er in Vertretung Kommandant des Kanonenbootes. Von Oktober 1911 bis April 1912 war er als Korvettenkapitän und nach kurzer Unterbrechung von Mai 1912 bis zur Außerdienststellung Ende März 1914, nun als Fregattenkapitän, Kommandant des Kleinen Kreuzers Bremen.
Am 14. Juli 1914 wurde er zum Kapitän zur See befördert. Bis 1914 war er u. a. mit dem Roten Adlerorden 3. Klasse mit der Schleife, dem Kronen-Orden 3. Klasse und dem Fürstlich Schwarzburgischen Ehrenkreuz 1. Klasse mit Schwertern ausgezeichnet.
Mit der Aufstellung im August 1914 war er kurz Chef der Hafenflottille Jade-Weser und damit zeitgleich letzter Kommandant des Kleinen Kreuzers Ariadne. Anschließend kam er bis Februar 1916 als Chef der Operationsabteilung zu den Hochseestreitkräften und wurde dann letzter Chef der Zentralabteilung im Reichsmarineamt.
Nach dem Ersten Weltkrieg wurde er als Nachfolger von Hans Küsel Chef des Stabes der Marinestation der Ostsee, blieb in dieser Position bis September 1919 und wurde im November 1919 verabschiedet.
Am 26. Januar 1920 erhielt er den Charakter als Konteradmiral und wurde im gleichen Jahr geschäftsführender Vorsitzender des Vereins für das Deutschtum im Ausland, welchen er bis 1933 innehatte.
Während des Zweiten Weltkriegs war er Herausgeber des Kriegsmarine-Kalenders des OKM.
Sein Neffe war der spätere Bundesminister für Verkehr Hans-Christoph Seebohm.

## Werke (Auswahl)
- Geleitwort für Deutsches Land. Das Buch von Volk und Heimat unter Mitarbeit von Schriftstellern aller deutschen Stämme von Eugen Schmahl. Band 1, 1933.
- Die Skagerrakschlacht in amerikanischer Auffassung. In: Marine-Rundschau, Band 42, 1937, S. 240ff.
- Übertragung aus dem Englischen des Buches von John Creswell: Der Seekrieg gestern und heute. Vorhut-Verlag, Berlin, 1938.
- England sperrt den Kanal. In: Marine-Rundschau, Band 45, 1940, S. 122ff.
- England–Italien im Mittelmeer 1935. In: Marine-Rundschau, Band 45, 1940, S. 316ff.
- Überraschung im Seekriege. Reichsbund deutscher Seegeltung, 1941.
- Der Seekrieg im Mittelmeer. In: Jahrbuch der deutschen Kriegsmarine, 1942, S. 109 ff.